# Daisy de Melker

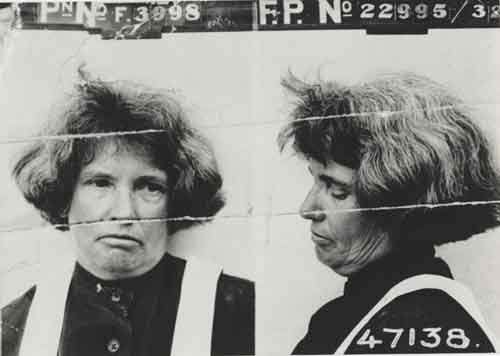
Daisy de Melker

Daisy Louisa Hancorn-Smith, beter bekend als Daisy Louisa de Melker (Seven Fountains, 1 juni 1886 - Pretoria, 30 december 1932) was een vermeend Zuid-Afrikaans seriemoordenares die twee echtgenoten en haar zoon door vergiftiging met arseen om het leven bracht.
De Melker werd als tweede blanke vrouw ooit in Zuid-Afrika (na Dorethea van der Merwe) door ophanging terechtgesteld.

## William Alfred Cowle
De Melker (23) - dan nog Hancorn-Smith - was verpleegster en trouwt op 3 maart 1909 in Johannesburg met haar eerste man, William Alfred Cowle (36). Ze krijgen vijf kinderen, van wie er vier al jong een natuurlijke dood sterven. Eerst een te vroeg geboren tweeling die de babytijd niet overleeft, vervolgens Lester (†4) en Eric (†2). Alleen het derde kind Rhodes Cecil (11 juni 1911) haalt de volwassenheid.
Op 11 januari 1923 wordt Cowle ziek nadat hij een door zijn vrouw bereide magnesiumsulfaatoplossing heeft ingenomen, voor zijn vaak terugkerende maagproblemen. Er komt een dokter bij die hem bromide voorschrijft. Wanneer een tweede dokter arriveert nadat Cowle er erger aan toe is, is hij al aan het schuimbekken, zijn gezicht is blauwig en hij schreeuwt het uit totdat hij nog dezelfde dag sterft.
Volgens de autopsie is zijn dood het gevolg van chronische nefritis en een hersenbloeding. De Melker erft £ 1795,-.

## Robert Sproat
De Melker hertrouwt in 1926 met de zestien jaar oudere Engelsman Robert (Bob) Sproat. Deze wordt in oktober van 1927 eveneens ernstig ziek. Ondanks veel pijn en spierspasmes die op die van Cowle lijken, lijkt hij te herstellen. Op 6 november 1927 gaat het alsnog mis en Sproat overlijdt na het drinken van een biertje in het bijzijn van De Melker en stiefzoon Rhodes Cecil.
De dienstdoende arts wijst arteriosclerose en wederom een hersenbloeding aan als doodsoorzaak. De Melker erft £ 4560,-

## Rhodes Cecil Cowle
De Melker trouwt op 21 januari 1931 in Germiston met haar derde man, Sydney (Sid) Clarence de Melker, een oud-speler van het Zuid-Afrikaans rugbyteam. In februari 1932 koopt ze onder haar oude naam Sproat arseen 'om een zieke kat om te brengen', vertelt ze de winkelier. Zoon Rhodes Cecil - inmiddels bekend als een man van 12 ambachten en 13 ongelukken - wordt begin maart echter flink ziek nadat hij koffie drinkt uit de thermosfles die zijn moeder hem meegegeven heeft. Collega James Webster heeft ook van de koffie gedronken, maar niet zoveel en herstelt binnen een paar dagen. Rhodes Cecil overlijdt diezelfde week nog, op 5 maart. De lijkschouwing bepaalt de doodsoorzaak op malaria in de hersenen.

## Arrestatie
De broer van tweede echtgenoot Sproat, William, vertrouwt het inmiddels niet meer en stapt met zijn verdenkingen naar de politie. Op 15 april krijgen die toestemming om de lijken van de drie overleden mannen op te graven voor onderzoek. De analisten vinden vervolgens arseen in de ingewanden, de wervelkolom en het haar van Rhodes Cecil. In de wervels van zowel Cowle als Sproat wordt arseen en strychnine aangetroffen. Bovendien wordt er arseen gevonden in het haar en in de nagels van Webster - Rhodes Cecils oude collega - én in de oude thermoskan. De conclusie is vergiftiging.
De Melker wordt een week later gearresteerd en haar huis doorzocht. De winkelier van wie ze onder valse naam arseen kocht, herkent haar en een toxicoloog presenteert het forensisch bewijs. Hoewel de advocaten de aanklacht voor de moorden op De Melkers eerste twee echtgenoten hebben laten vallen wegens gebrek aan bewijs, acht de rechter haar wel schuldig aan de dood van haar zoon. Op 30 december 1932 wordt De Melker in de Pretoria Central Prison opgehangen.